# Oraesia alliciens
Oraesia alliciens är en fjärilsart som beskrevs av Walker 1858. Oraesia alliciens ingår i släktet Oraesia och familjen nattflyn. Inga underarter finns listade i Catalogue of Life.